# Valanga irregularis
Valanga irregularis är en insektsart som först beskrevs av Walker, F. 1870.  Valanga irregularis ingår i släktet Valanga och familjen gräshoppor.

## Underarter
Arten delas in i följande underarter:
- V. i. irregularis
- V. i. signata

## Bildgalleri

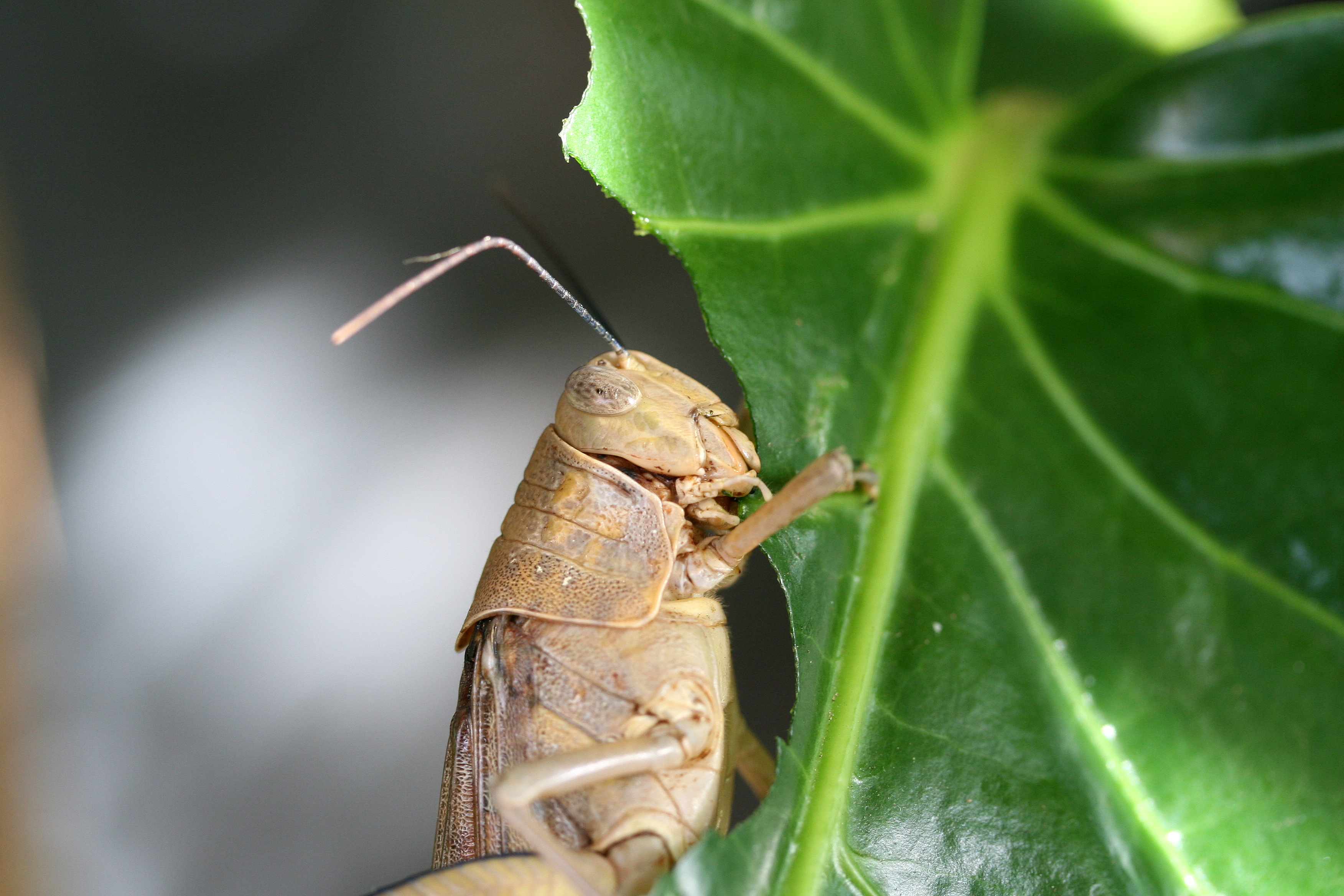
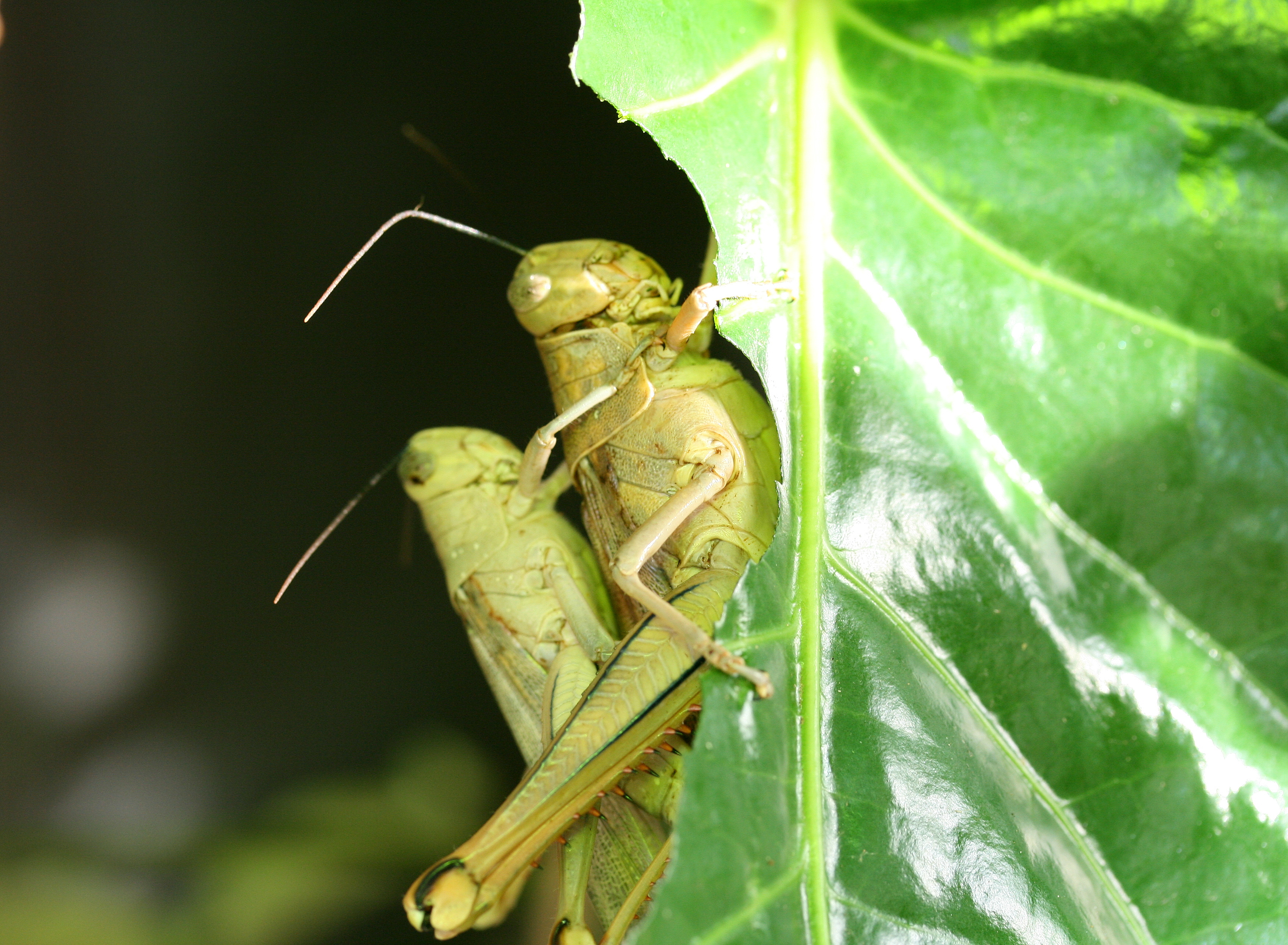
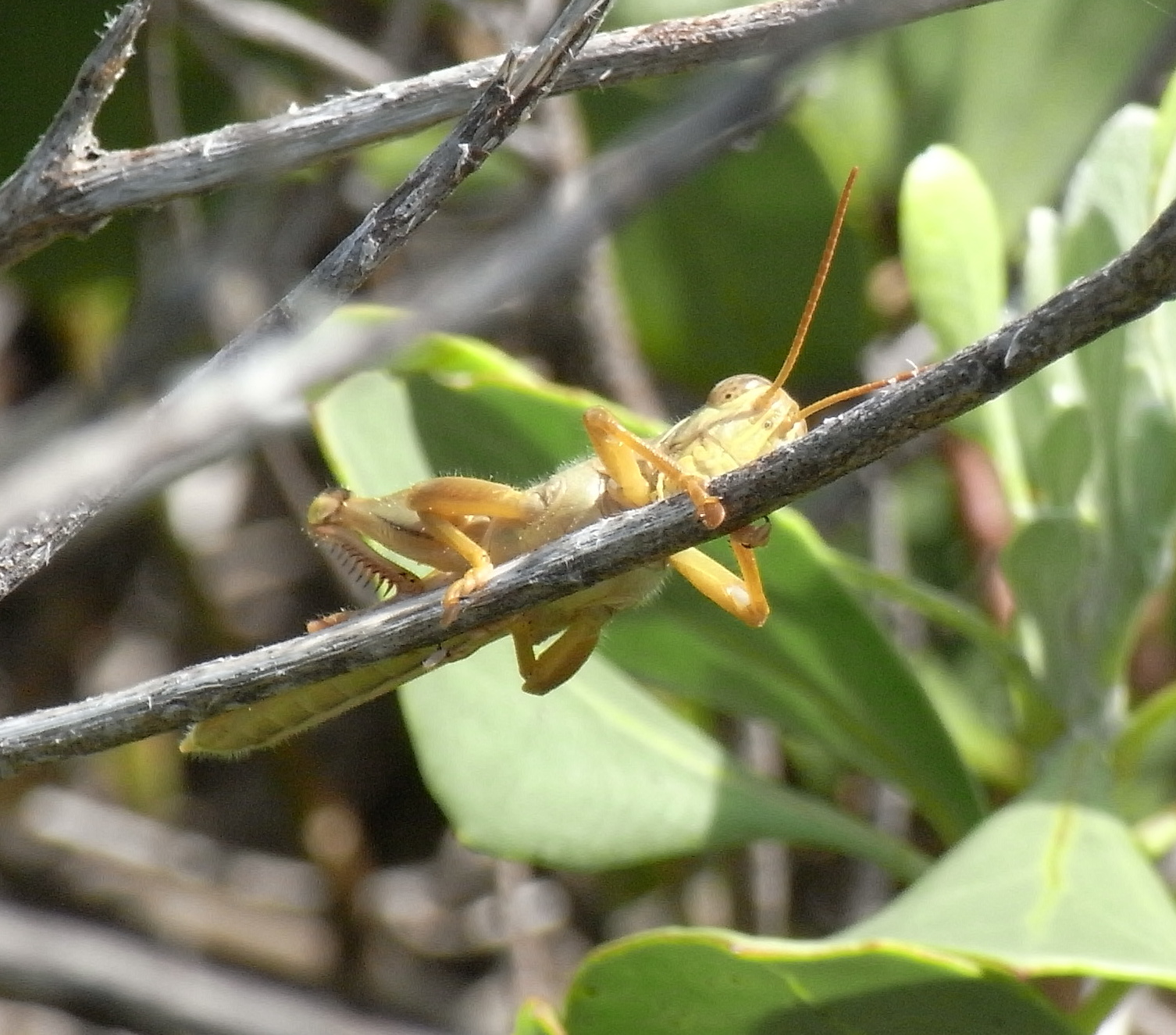